# Leposavić
Leposavić (srbsky cyrilicí Лепосавић, albánsky Leposaviq) je nejsevernější město a opština v Kosovu, v jeho nejsevernější části Severního Kosova, v Kosovskomitrovickém okruhu, kde tvoří většinu obyvatelstva Srbové. Podle Organizace pro bezpečnost a spolupráci v Evropě a Vysokého komisaře Organizace spojených národů pro uprchlíky ve městě samotném a 72 přilehlých vesnicích v roce 2007 žilo dohromady 18 600 obyvatel na ploše 750 km². V roce 2002 mělo město samotné 3110 obyvatel, s okolím pak 16 395.
Kdysi malá vesnice se začala rozrůstat poté, co byla připojena k Srbsku, později pak Jugoslávii. V roce 1931 byla do Leposaviće zavedena železnice a rozšířena silnice. V období poválečného rozvoje byly ve městě a okolí otevřeny různé průmyslové podniky (např. Kristal (1985, Hrast). V letech 1959-1960 byl v souvislosti s úpravami hranic SAP Kosovo ke městu přičleněna i obec Lešak.